# Passiflora sagasteguii
Passiflora sagasteguii är en passionsblomsväxtart som beskrevs av Skrabal och Weigend. Passiflora sagasteguii ingår i släktet passionsblommor, och familjen passionsblomsväxter. Inga underarter finns listade i Catalogue of Life.